# 格里斯 (紐約州)
格里斯（英語：Greece）是一個位於美國紐約州門羅縣的鎮。

## 人口
根據2020年美國人口普查的數據，格里斯的面積為133.11平方千米，當中陸地面積為123.08平方千米，而水域面積為10.03平方千米。當地共有人口96926人，而人口密度為每平方千米728人。